# 눅 HD

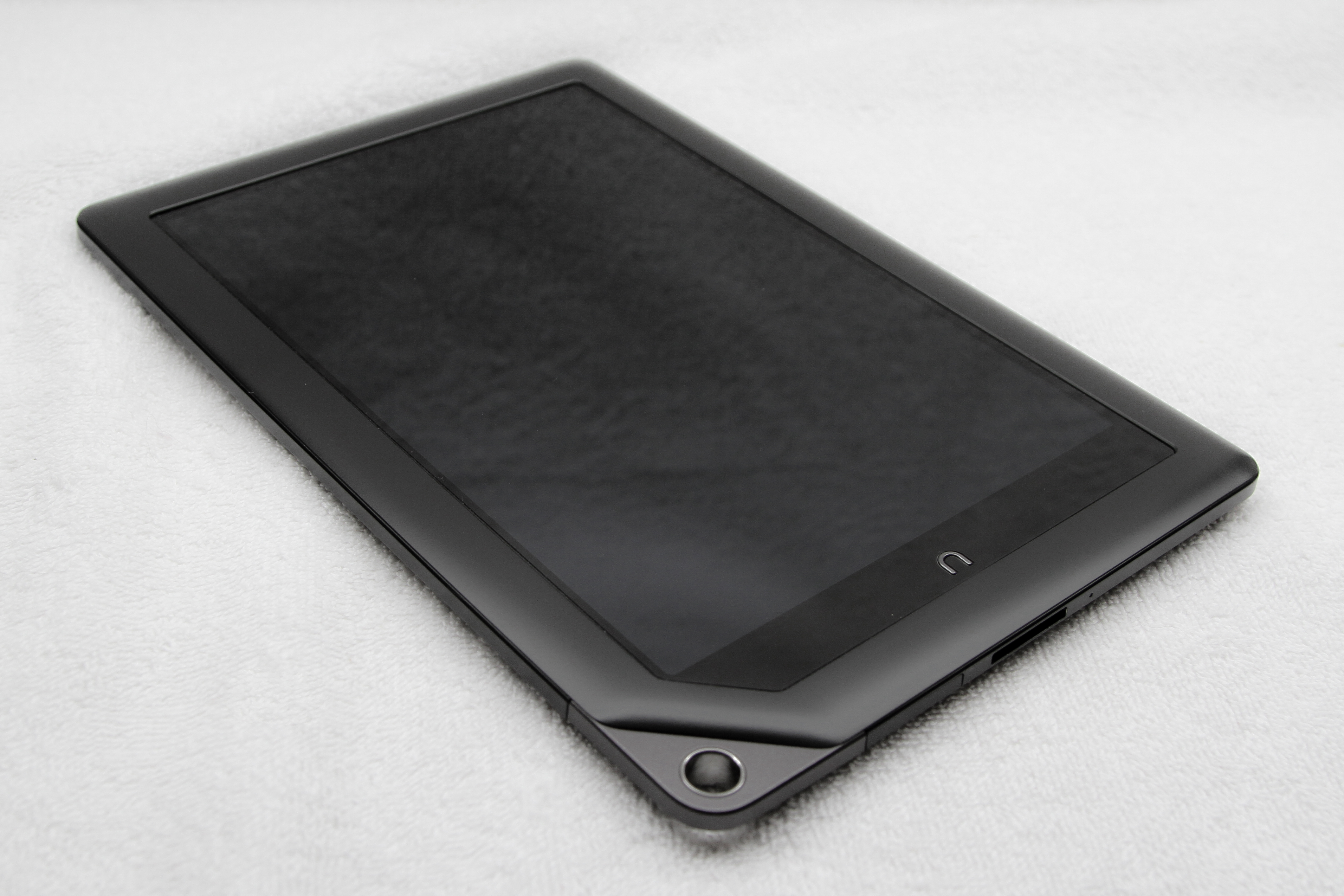
눅 HD 시리즈의 큰 모델 눅 HD+

눅 HD(Nook HD)와 눅 HD+(Nook HD+)는 복사 제한(DRM)된 사유 파일들이나 기타 파일들을 사용하기 위한 반스 & 노블의 3세대 눅 계열의 컬러 태블릿 전자책 단말기/미디어 플레이어이다. 이 두 모델은 눅 태블릿의 뒤를 이으며 모두 2012년 11월 8일에 출시되었다.
7인치 버전 눅 HD(NOOK HD)의 내부 메모리 크기는 8 GB(US$129, 사용자 콘텐츠용으로는 5 GB) 및 16 GB(US$149, 사용자 콘텐츠용으로는 13 GB)로 이용이 가능하다. 메모리는 SD 카드를 통해 최대 64 GB까지 확장이 가능하다. 눅 HD는 2가지 색상으로 구매할 수 있다: 스노(화이트), 스모크(블랙 그레이).
9인치 버전 눅 HD+(NOOK HD+)의 내부 메모리 크기는 32 GB($179)로 이용이 가능하다. 메모리는 SD 카드를 통해 최대 64 GB까지 확장이 가능하다. 눅 HD+는 슬레이트(블랙 그레이)라는 한 가지 색상으로만 구매가 가능하다.
장치가 처음 소개되었을 때 눅 HD나 눅 HD+의 구매자들은 반스 & 노블 숍에 30달러의 기프트 카드를 인센티브로 받았다. 이는 2013년 2월 만료되었다.
2013년 5월, 반스 & 노블은 구글 플레이 스토어로의 완전한 접근을 제공하기 위해 눅 HD와 HD+를 업데이트하였으며 이를 통해 사용자들이 눅 스토어에서 사용할 수 없었던 앱들을 설치할 수 있게 되었다.
2013년 6월, 반스 & 노블은 눅 태블릿을 회사 내부적으로 제조하는 것을 그만두겠다고 발표하였다. 나중에 반스 & 노블은 마음을 바꾸면서 새로운 노트북 태블릿이 출시될 것이라고 언급하였다. 2014년 6월, 반스 & 노블은 삼성과 협업하여 공동 브랜드의 컬러 태블릿인 삼성 갤럭시 탭 4 눅을 개발할 것이라 발표하였으며, 이는 7인치와 10.1인치 디스플레이, 그리고 반스 & 노블의 커스터마이즈된 눅 소프트웨어가 포함된 삼성의 하드웨어이다. 갤럭시 탭 4 눅은 2014년 8월 미국에서 판매되기 시작하였다.

## 파일 전송
DRM에 의해 파일 복사가 제한되는 경우가 아니라면 지원되는 운영 체제에서 미디어 전송 프로토콜(MTP)을 사용하여 사용자의 파일을 다른 컴퓨터로 전송하는 것은 가능하다.